# La Grande Décharge
La Grande Décharge är ett vattendrag i Kanada.   Det ligger i provinsen Québec, i den östra delen av landet, 500 km nordost om huvudstaden Ottawa.
I omgivningarna runt La Grande Décharge växer i huvudsak blandskog. Runt La Grande Décharge är det ganska glesbefolkat, med 27 invånare per kvadratkilometer.